# Bazylika św. Jana Chrzciciela Florentyńczyków w Rzymie
Bazylika św. Jana Chrzciciela Florentyńczyków w Rzymie (wł. Basilica di San Giovanni Battista dei Fiorentini) – rzymskokatolicki kościół tytularny w Rzymie.
Świątynia ta jest kościołem parafialnym oraz kościołem tytularnym, mającym również rangę bazyliki mniejszej. Kościół został zbudowany dla społeczności florentyńczyków mieszkających w Rzymie, z czym wiąże się jego nazwa (dei Fiorentini).

## Lokalizacja
Bazylika znajduje się w V Rione Rzymu – Ponte przy Via Acciaioli 2, przy czym wejście do niej jest na Piazza dell'Oro.

## Patron
Kościół jest pod wezwaniem św. Jana Chrzciciela, patrona Florencji.

## Historia
Wcześniej w miejscu obecnej bazyliki stał kościół św. Pantaleona, który po raz pierwszy został wzmiankowany w bulli papieża Urbana III w 1186 roku.
W XV wieku w Rzymie mieszkała duża społeczność florentyńczyków. W 1448 roku grupa florenckich emigrantów założyła Compagnia della Pietà dei Fiorentini, bractwo to powstało w związku z epidemią i miało za zadanie opiekować się chorymi oraz grzebać zmarłych. Członkowie bractwa spotykali się w różnych kościołach, a przed 1508 rokiem trafili do kościoła św. Pantaleona. Postanowili oni wybudować wspanialszy kościół. Budowę rozpoczęto w 1519 roku według wyłonionego w wyniku konkursu projektu Jacopo Sansovino, przy czym było to możliwe dzięki uzyskaniu zgody od papieża Leona X na rozbiórkę kościoła św. Pantaleona. Budowa trwała (z przerwami) przez wiele lat, kontynuowali ją tacy architekci jak Antonio da Sangallo Młodszy, Giacomo della Porta oraz Carlo Maderno (który wybudował m.in. kopułę ukończoną w 1612 roku). Kościół, z wyjątkiem fasady, ukończono w 1620 roku. Fasada świątyni została wykonana w latach 1733–1738 według projektu florenckiego architekta Alessandro Galilei.
Renowację kościoła przeprowadzono w 1851 roku pod kierunkiem Gaspare Salvi.
Kościół przez długi czas pełnił rolę eksterytorialnego kościoła parafialnego dla florentyńczyków, tzn. był on kościołem parafialnym dla wszystkich ekspatriantów z Wielkiego Księstwa Toskanii, niezależnie od miejsca ich zamieszkania w Rzymie. Dopiero papież Pius X 24 października 1906 roku powołał przy tej świątyni parafię terytorialną. W dniu 19 sierpnia 1918 papież Benedykt XV nadał kościołowi godność bazyliki mniejszej.

## Architektura i sztuka
Fasada z trawertynu ma dwie kondygnacje. Pierwsza kondygnacja ma cztery pary półokrągłych kolumn korynckich, dwie wewnętrzne pary otaczają główne wejście i podtrzymują belkowanie, którego fryz ma pamiątkowy napis. 
Pomiędzy każdą parą kolumn znajduje się okrągła nisza z rzeźbionym fleur-de-lis w wieńcu poniżej i figuratywną sceną płaskorzeźby w kwadratowym panelu powyżej. Druga kondygnacja ma cztery półokrągłe kolumny korynckie o wysokich cokołach, podtrzymujące belkowanie z wieńczącym trójkątnym naczółkiem. Pośrodku znajduje się duże okno łukowe, a poniżej znajduje się balkon z balustradą. Pomiędzy każdą parą kolumn znajduje się okrągła nisza z motywem krzyża greckiego powyżej i maską lwa poniżej. Górną balustradę zdobi sześć posągów świętych.
Wnętrze jest trójnawowe. Po bokach naw bocznych znajduje się po pięć kaplic, kaplice znajdują się również na obu końcach transeptu oraz przy prezbiterium Na skrzyżowaniu nawy i transeptu zbudowano kopułę ustawioną na wysokim ośmiobocznym bębnie z 4 prostokątnymi oknami. W okulusie umieszczono gołębicę Ducha Świętego.
Ołtarz główny jest dziełem Francesco Borromini z 1640 roku, natomiast Chrzest Jezusa w ołtarzu jest autorstwa Antonio Raggi i powstał w 1669 roku. Pod ołtarzem znajdują się relikwie świętych Prota i Hiacynta.
Marmurowa podłoga o geometrycznym wzorze została wykonana w 1851 roku.
Organy bazyliki pochodzą z 1673 roku.
W bazylice przechowywany jest relikwiarz z brązu w kształcie stopy zawierający relikwię stopy św. Marii Magdaleny.

## Obchody
Dwa razy w roku wolno wiernym do kościoła przyprowadzić swoje zwierzęta domowe, w celu ich pobłogosławienia. Ma to miejsce 17 stycznia, we wspomnienie św. Antoniego Wielkiego oraz w najbliższą niedzielę po tym dniu. Z kolei w Wielkanoc odbywa się ceremonia, podczas której błogosławione są jagnięta.

## Muzeum
Przy kościele istnieje niewielkie muzeum, w którym przechowywana jest rzeźba przedstawiająca św. Jana Chrzciciela, a przypisywana Michałowi Aniołowi, jak również dzieła m.in. Giovanniego Lorenzo Berniniego oraz Pierino da Vinci.

## Kardynałowie prezbiterzy
Bazylika św. Jana Chrzciciela Florentyńczyków jest jednym z kościołów tytularnych nadawanych kardynałom-prezbiterom (Titulus Sancti Ioannis Baptistae Florentinorum). Tytuł ten został ustanowiony przez papieża Jana XXIII 12 marca 1960 roku.
- Joseph-Charles Lefèbvre (1960-1973)
- Juan Carlos Aramburu (1976-2004)
- Carlo Caffarra (2006-2017)
- Giuseppe Petrocchi (od 2018)